# Тертулл
Тертулл (*Tertullus, д/н — 411) — політичний діяч часів занепаду Західної Римської імперії.

## Життєпис
Походив з впливової сенаторської родини. Про батьків та повне ім'я немає відомостей. За вірою був поганином. Підтримував Квінта Аврелія Сіммаха та Вірія Нікомаха Флавіана, а потім узурпатора Євгенія та Арбоґаста у боротьбі проти імператора Феодосія I. У 394 році після перемоги останнього зумів зберегти посаду римського сенатора.
Був в опозиції до імператора Гонорія та його військовика Стіліхона. Підтримав змову проти останнього. У 408 році виступав за перемовини з Аларіхом, королем вестготів. У 410 році підтримав узурпатора Приска Аттала, який призначив Тертулла консулом. Сприяв посиленню впливу поган в Римі. Мав намір обійняти посаду понтифіка. Загинув у 411 році після відновлення влади імператора Гонорія у Римі.